# Кинг, Джеймс (оперный певец)
Джеймс Кинг (англ. James King; 22 мая 1925, Додж-Сити, Канзас, США — 20 ноября 2005, Нейплс, Флорида, США) — американский оперный певец (тенор), солист Метрополитен-оперы, Каммерзенгер Венской, Берлинской и Баварской государственных опер.
Впервые выступил на оперной сцене во Флоренции в партии Каварадосси («Тоска»). Затем пел в ряде театров Италии и Германии. Дебютировал в Метрополитен-опере в 1966 году в партии Флорестана («Фиделио»). Исполнял в основном партии в операх Рихарда Штрауса и Рихарда Вагнера.
Последний раз выступил на сцене в постановке Университетом Индианы «Валькирии» Вагнера в 2000 году (партия Зигмунда).